# Gittenbergia sororcula
Gittenbergia sororcula is een slakkensoort uit de familie van de Valloniidae. De wetenschappelijke naam van de soort is voor het eerst geldig gepubliceerd in 1859 door Benoit.